# Putia in Byzacena
Putia in Byzacena (łac. Diocesis  Putiensis in Byzacena) – stolica historycznej diecezji we Cesarstwie rzymskim w prowincji Byzacena, współcześnie miasto Bir-Abdallah w Tunezji. Obecnie katolickie biskupstwo tytularne.

## Biskupi
| Lp. | Biskup                         | Funkcja                                     | Od               | Do                   |
| --- | ------------------------------ | ------------------------------------------- | ---------------- | -------------------- |
| 1   | Miguel Obando Bravo            | biskup pomocniczy Matagalpa (Nikaragua)     | 18 stycznia 1968 | 16 lutego 1970       |
| 2   | Hans-Georg Braun               | biskup pomocniczy Paderborn (Niemcy)        | 3 marca 1970     | 17 lipca 2004        |
| 3   | Dirceu Vegini                  | biskup pomocniczy Kurytyby (Brazylia)       | 15 marca 2006    | 20 października 2010 |
| 4   | Luis Gonzaga Féchio            | biskup pomocniczy Belo Horizonte (Brazylia) | 19 stycznia 2011 | 6 stycznia 2016      |
| 5   | Jaime Cristóbal Abril González | biskup pomocniczy Nowej Pamplony (Kolumbia) | 16 kwietnia 2016 | 18 listopada 2019    |
| 6   | Francisco Castro Lalupú        | biskup pomocniczy Trujillo (Peru)           | 4 kwietnia 2020  |                      |